# Tour des Roches

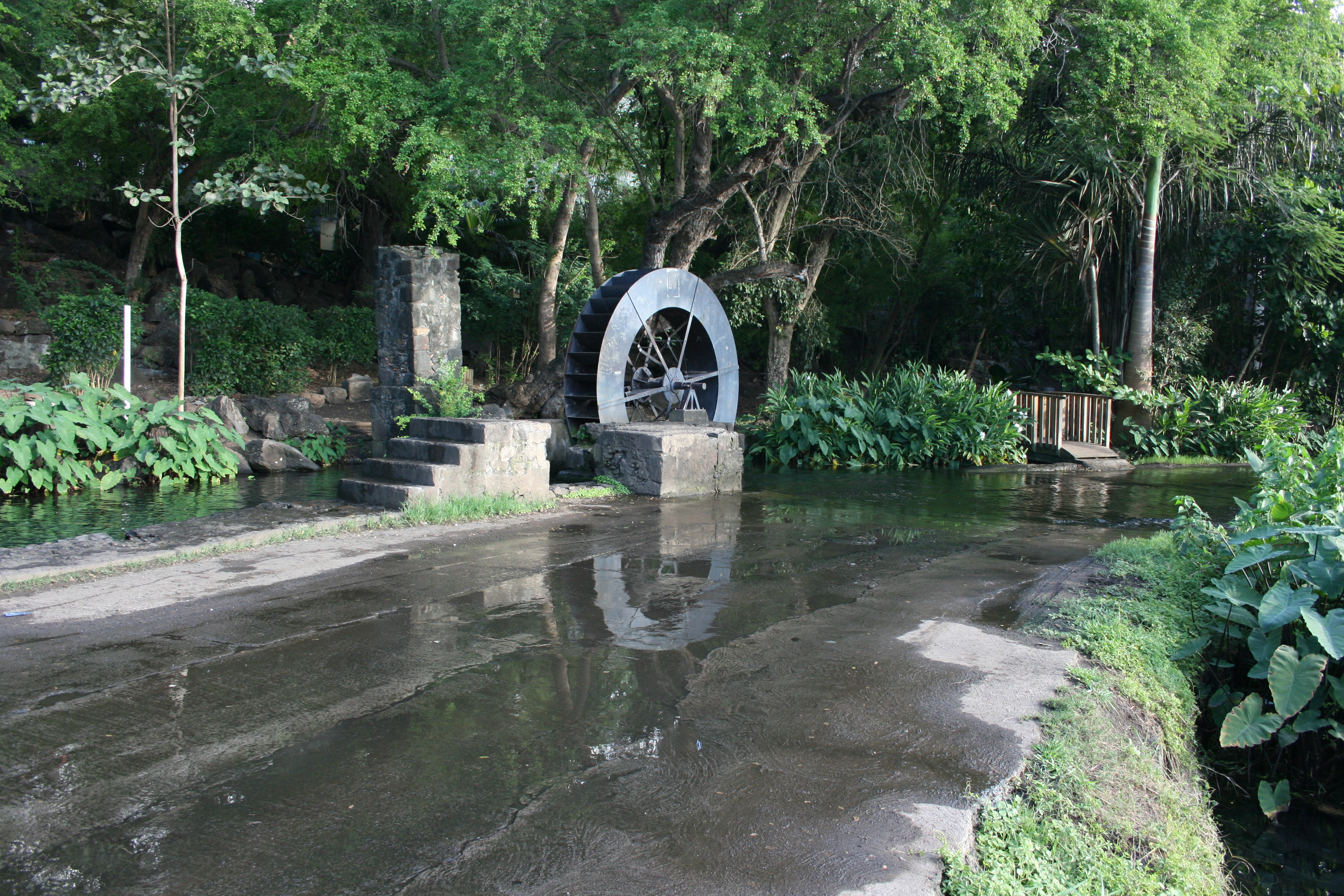
Le Tour des Roches à hauteur de son célèbre moulin à eau.

Le Tour des Roches est une route de l'île de La Réunion, un département d'outre-mer français dans le sud-ouest de l'océan Indien. Située sur le territoire de la commune de Saint-Paul, cette voie touristique contourne par l'est l'étang de Saint-Paul et dessert notamment le plus connu des moulins à eau de La Réunion.